# Gredby kvarn

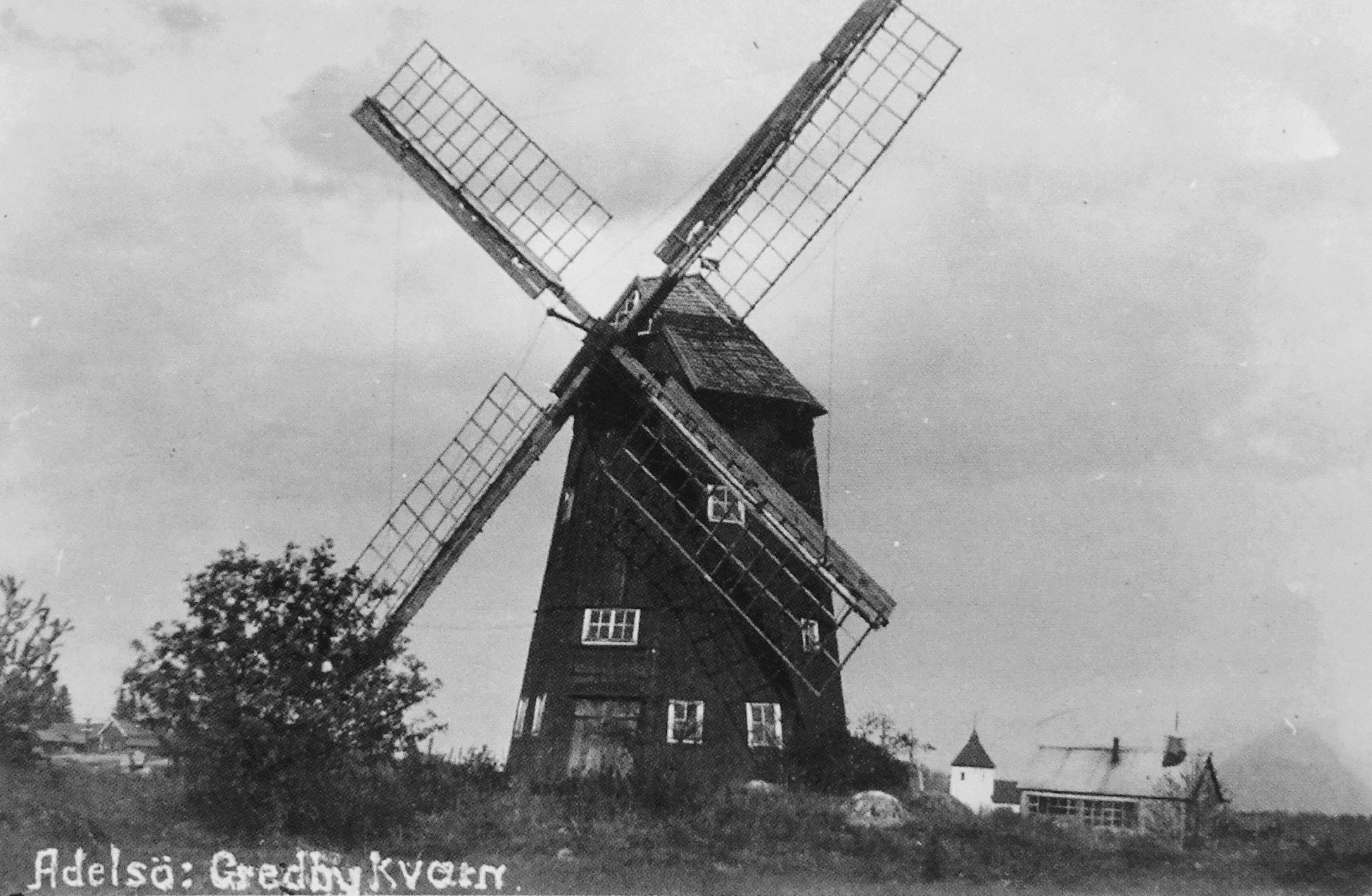
Gredby kvarn, omkring 1910.

Gredby kvarn var en väderkvarn nära Gredby på södra Adelsön i Ekerö kommun. Kvarnen revs på 1940-talet.

## Väderkvarnar på Adelsön

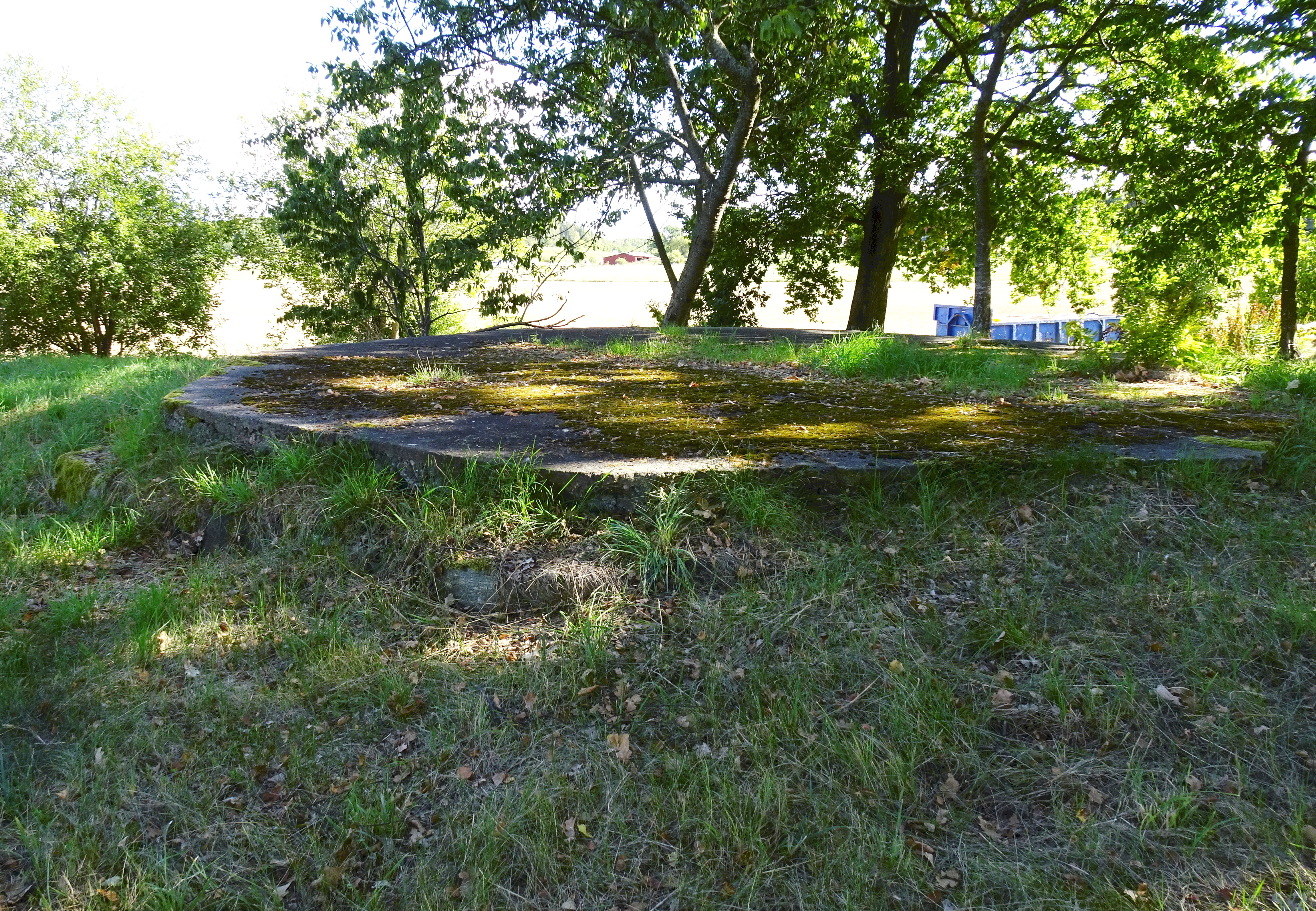
Gredby kvarns fundament, 2016.

Enligt arkeologen Hanna Rydh har det funnits fem väderkvarnar på Adelsön. En stod vid Kunsta, en på tingshögen vid Hovgården och en tredje fanns på Hanholmen strax söder om Hanmora. Alla dessa kvarnar försvann redan före 1900. Men det fanns ytterligare två kvarnar som stod kvar ända in på 1940-talet. Den ena var Lundkulla kvarn och den andra Gredby kvarn.

## Historik
En väderkvarn på Kvarnbacken vid Gredby  finns redovisat på Generalstabskartan från 1873. Den brann emellertid ner och ersattes av en ny kvarn i början på 1900-talet. Det rörde sig om en så kallad hättekvarn med en roterbar toppkupol (hätta) som kan vridas i önskad vindriktning. Verksamheten vid Gredby kvarn lades ner på 1930-talet när mjölnaren Blom inte orkade längre och när elektricitet slog ut vindkraften. Under andra världskriget revs de båda sista väderkvarnarna på Adelsö och virket såldes som ved. Idag återstår bara kvarnfundamentet.